# Episodi di Blue Jeans (quinta stagione)
La quinta stagione della serie televisiva Blue Jeans, composta da 24 episodi, è andata in onda negli Stati Uniti sul canale ABC dal 2 ottobre 1991 al 13 maggio 1992.
| n° | Titolo originale          | Titolo italiano              | Prima TV USA     | Prima TV Italia |
| -- | ------------------------- | ---------------------------- | ---------------- | --------------- |
| 1  | The Lake                  | La ragazza del lago          | 2 ottobre 1991   |                 |
| 2  | Day One                   | Lo strappo                   | 9 ottobre 1991   |                 |
| 3  | The Hardware Store        | Mister ferramenta            | 16 ottobre 1991  |                 |
| 4  | Frank and Denise          | Frank e Denise               | 23 ottobre 1991  |                 |
| 5  | Full Moon Rising          | Guarda che luna              | 30 ottobre 1991  |                 |
| 6  | Triangle                  | Io, lei e mio fratello       | 6 novembre 1991  |                 |
| 7  | Soccer                    |                              | 20 novembre 1991 |                 |
| 8  | Dinner Out                | Re per un giorno             | 4 dicembre 1991  |                 |
| 9  | Christmas Party           | Festa di Natale              | 11 dicembre 1991 |                 |
| 10 | Pfeiffers' Pfortune       | La fortuna dei Pfeiffer      | 18 dicembre 1991 |                 |
| 11 | Road Test                 | Parcheggio difficile         | 8 gennaio 1992   |                 |
| 12 | Grandpa's Car             | Affare da un dollaro         | 15 gennaio 1992  |                 |
| 13 | Kodachrome                | Scuola aperta                | 29 gennaio 1992  |                 |
| 14 | Private Butthead          | La guerra di Wayne           | 5 febbraio 1992  |                 |
| 15 | Of Mastodons and Men      | La tribù                     | 12 febbraio 1992 |                 |
| 16 | Double Double Date        | Scambi culturali             | 26 febbraio 1992 |                 |
| 17 | Hero                      | Il campione                  | 11 marzo 1992    |                 |
| 18 | Lunch Stories             | Pausa pranzo                 | 18 marzo 1992    |                 |
| 19 | Carnal Knowledge          | Conoscenza carnale           | 25 marzo 1992    |                 |
| 20 | The Lost Weekend          | Un tranquillo fine settimana | 8 aprile 1992    |                 |
| 21 | Stormy Weather            | Sotto la pioggia             | 22 aprile 1992   |                 |
| 22 | The Wedding               | Il matrimonio                | 29 aprile 1992   |                 |
| 23 | Back to the Lake          | Ritorno al lago              | 6 maggio 1992    |                 |
| 24 | Broken Hearts and Burgers |                              | 13 maggio 1992   |                 |